# Ding Yuan
En aquest nom xinès, el cognom és Ding.
Ding Yuan (mort el 189) va ser un governador regional i senyor de la guerra menor durant la tardana Dinastia Han Oriental de la Xina. En el 189, tant ell com Dong Zhuo van ser convocats a la capital Luoyang amb les seves tropes personals perquè ajudaren en la lluita contra la poderosa facció dels eunuc. Ding Yuan, això no obstant, va ser assassinat pel seu ajudant de confiança Lü Bu, que havia estat comprat per Dong Zhuo.

## Biografia
Segons els Registres dels Herois (英雄記) de Wang Can, Ding Yuan va néixer en una família pobra. Bast però valent, ell era un expert muntant a cavall i en el tir amb arc. Durant la seva carrera com a magistrat del comtat, mai es va allunyar de la seva responsabilitat, sense importar l'adversitat o el risc. Sempre es va disposar en primera línia en enfrontaments amb delinqüents fugitius i bandits. Va ser ascendit finalment a l'Inspector de la Província de Bing (并州; en l'actualitat Shanxi) que va conèixer a Lü Bu. L'habilitat marcial del jove guerrer va impressionar molt a Ding Yuan, que el va fer Secretari Cap i el va mantenir a prop seu.
En el 189, l'Emperador Ling va morir. El General en Cap He Jin llavors convocà Ding Yuan a la capital Luoyang amb les seves tropes regionals per ajudar en la lluita pel poder contra la facció eunuc. Abans que Ding Yuan pogués arribar, això no obstant, els eunucs assassinaren a He Jin. Dong Zhuo, un senyor de la guerra de la Província Liang (涼州; en l'actualitat Gansu occidental) que també havia estat convocat per He Jin, arribà a Luoyang abans que Ding Yuan i derrotà els eunucs, aconseguint el control militar de la capital. Després que Ding Yuan va arribar, Dong Zhuo se les arreglà per subornar a Lü Bu, que va assassinar Ding Yuan, lliurant-li el cap d'aquest últim a Dong Zhuo.